# ویم سونه‌فلت
ویم سونه‌فلت (هلندی: Wim Sonneveld؛ ۲۸ ژوئن ۱۹۱۷ – ۸ مارس ۱۹۷۴) خواننده و هنرمند اهل پادشاهی هلند بود.
از فیلم‌ها یا مجموعه‌های تلویزیونی که وی در آن‌ها نقش داشته است می‌توان به جوراب ابریشمی اشاره نمود.